# Dedalo
Dedalo (in greco antico: Δαίδαλος?, Dáidalos; in latino Daedalus) è un personaggio della mitologia greca. Grande architetto, scultore e inventore, noto soprattutto per essere il costruttore del famoso labirinto del Minotauro, a Creta. Proprio per quest'ultimo fatto, il suo nome è usato ancor oggi come sinonimo di "labirinto".

## Il mito
Figlio di un principe ateniese, Metione, o Eupalamo, oppure Palemone, Dedalo era probabilmente originario di Atene, dov'era un apprezzato scultore. In seguito all'omicidio del suo assistente e nipote Calo, che avrebbe ucciso perché geloso della sua maestria, fu accolto a Creta dal re Minosse.
Durante questo suo soggiorno al palazzo, lo scultore attirò il desiderio di una schiava del re di Creta, di nome Naucrate, la quale s'innamorò perdutamente della sua maestria e della sua bellezza. Dedalo si unì alla giovane, che gli diede un figlio, Icaro.
A lui è attribuita la costruzione della vacca di legno nella quale Pasifae, moglie di Minosse, si accoppiò con il toro sacro inviato da Poseidone: dall'unione nacque il Minotauro, che fu rinchiuso per ordine di Minosse nel labirinto costruito da Dedalo.
Essendo a conoscenza della struttura del labirinto, Dedalo, una volta finita la sua opera, vi fu rinchiuso con il figlio Icaro.

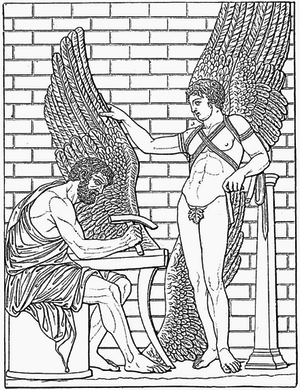
Dedalo e Icaro in un rilievo a Villa Albani (Roma), nell'intento di uscire dal labirinto. Illustrazione tratta dal lessico di Joseph Meyer.

Per scappare, Dedalo dispose delle piume di uccello in fila, partendo dalle più piccole alle più grandi, in modo che sembrassero sorte su un pendio. Poi al centro le fissò con fili di lino, alla base con cera, e dopo averle saldate insieme le curvò leggermente, per imitare ali vere. Dedalo raccomandò al figlio Icaro di volare a mezz’altezza in modo che l'umidità non appesantisse le ali e che il sole non facesse sciogliere la cera. Durante il volo Icaro si avvicinò troppo al sole e il calore fuse la cera, facendolo cadere in mare.
Fuggito da Creta, Dedalo si recò in Sicilia, dove trovò rifugio presso il re Cocalo. Minosse, per cercare di riacciuffare il fuggitivo, escogitò un piano: promise una forte ricompensa a chiunque avesse trovato il modo di far passare un filo tra le volute di una conchiglia. Dedalo riuscì nell'impresa, legando un filo a una formica che, introdotta nella conchiglia i cui bordi aveva cosparso di miele, passò tra gli orifizi per trovare il miele.
Minosse giunse in Sicilia e pretese la consegna di Dedalo, ma le figlie del re Cocalo aiutarono Dedalo a ucciderlo.
Dedalo visse ancora molti anni in Sicilia fino a quando decise di andare con Iolao, nipote di Eracle, in Sardegna, dove si stabilirono.

### Le invenzioni
A lui venne attribuita l'invenzione delle sculture, lignee o in terracotta, dette daidala, anche se lo scrittore e geografo Pausania pensava che esse esistessero già prima dei tempi di Dedalo.
Dedalo era anche ritenuto l'inventore delle agalmata, statue di divinità che avevano occhi aperti e membra mobili. Queste statue erano così simili alla realtà rappresentata, che Platone fece notare la loro sorprendente e sconcertante mobilità.

## Dedalo nell'Eneide

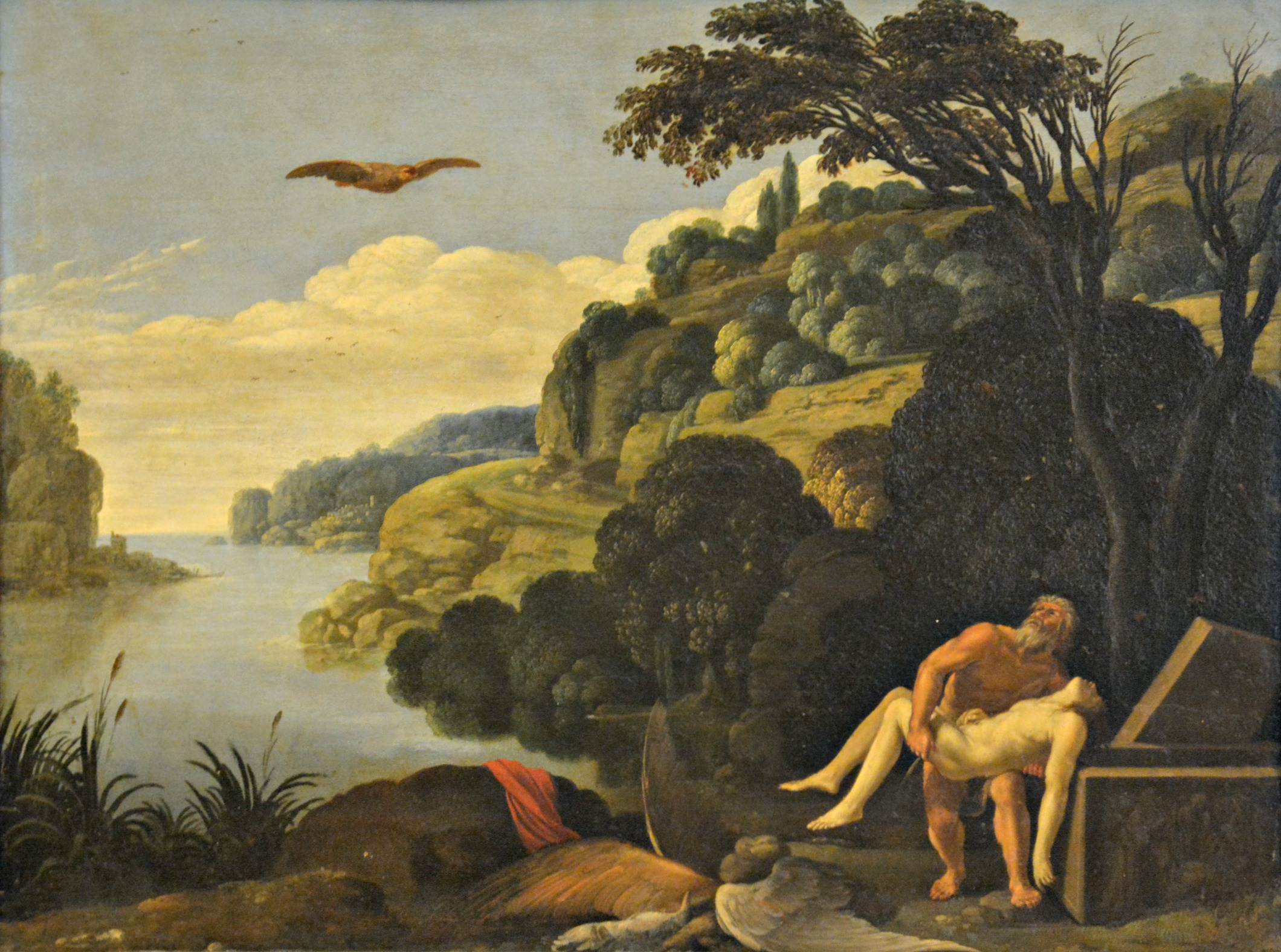
Paesaggio con sepoltura di Icaro, dipinto da Carlo Saraceni (1607; Napoli, Museo nazionale di Capodimonte).

Virgilio ricorda Dedalo nel VI libro dell'Eneide, quando Enea giunge al "tempio immane" della Sibilla cumana. Fu appunto Dedalo a costruire il tempio, a consacrarlo a Febo e a incidere sui battenti la storia del mito che lo riguardava, dalla morte di Androgeo fino ai "ciechi passi" di Teseo lungo il filo d'Arianna. Solo del figlio Icaro manca la storia, perché il padre fu fermato due volte dal troppo dolore nel raffigurare l'evento: «bis patriae cecidere manus» («due volte caddero le mani paterne»).

## Uso del termine nella lingua italiana
In italiano viene utilizzato il sostantivo "dedalo" per indicare un intrico (solitamente di strette vie) simile a un labirinto, derivando per metonimia il termine dal costruttore del labirinto.

## Nell'arte e nella cultura storica
Il mito di Dedalo, molto spesso assieme a suo figlio Icaro, è stato oggetto di molte raffigurazioni (talvolta anche simboliche o allegoriche): dall'attribuizione di uno stile originario della scultura greca arcaica, iniziata storiograficamente a Creta, e poi proseguita nell'antica polis d'arte di Sicione, da qui espandendosi in tutta la sfera dell'antica Grecia; per poi arrivare al secolo neoclassico e romantico (VIII-XIX sec.), continuando, anche oltre il celebre esempio dello scultore Antonio Canova: Dedalo e Icaro.

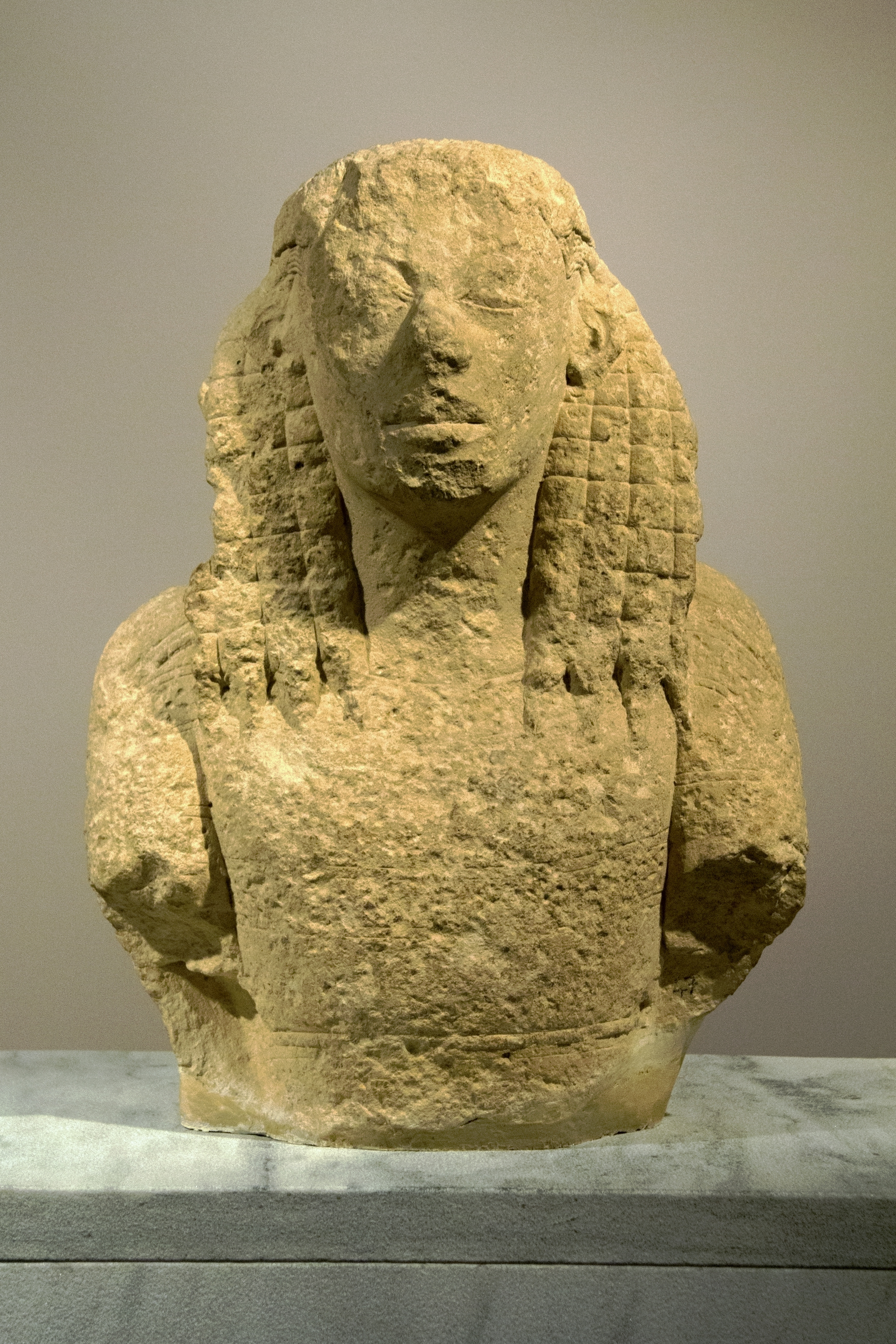
Parte superiore di una statua dedalica a forma di Kore, in pietra porosa (VII sec. a.C.; Eleftherna, periodo arcaico).
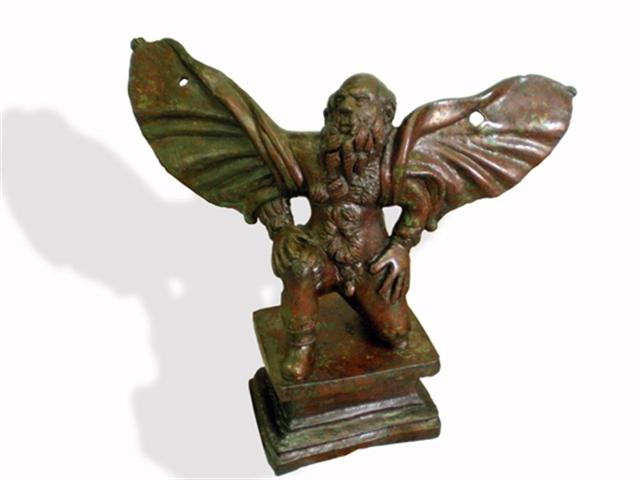
Piccola scultura in bronzo rappresentante Dedalo (III secolo a.C.); rinvenuta a Plaoshnik, nella Macedonia del Nord.
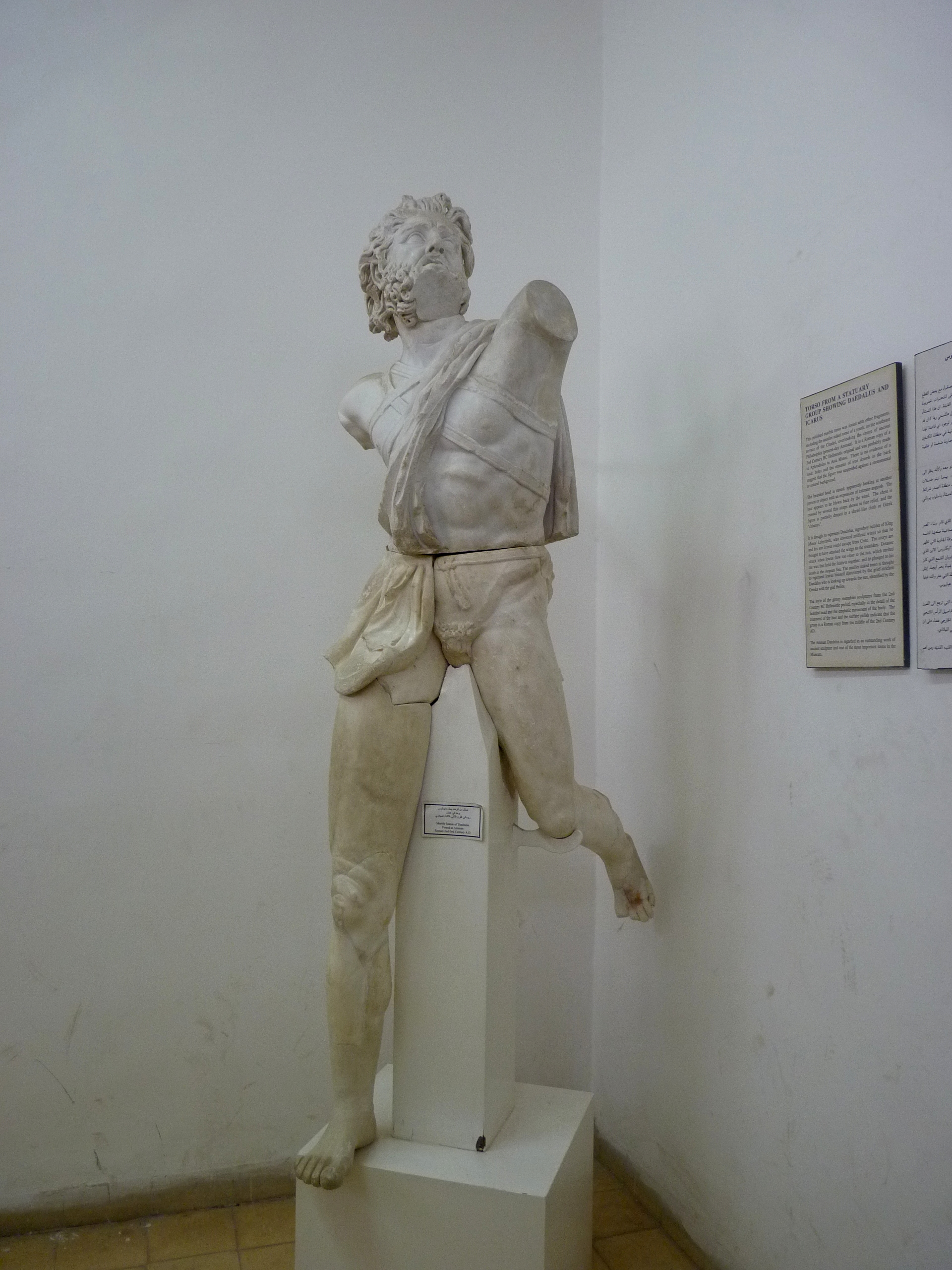
Un Dedalo ellenistico riprodotto in epoca romana (II secolo d.C.), conservato al Museo archeologico della cittadella di Amman.
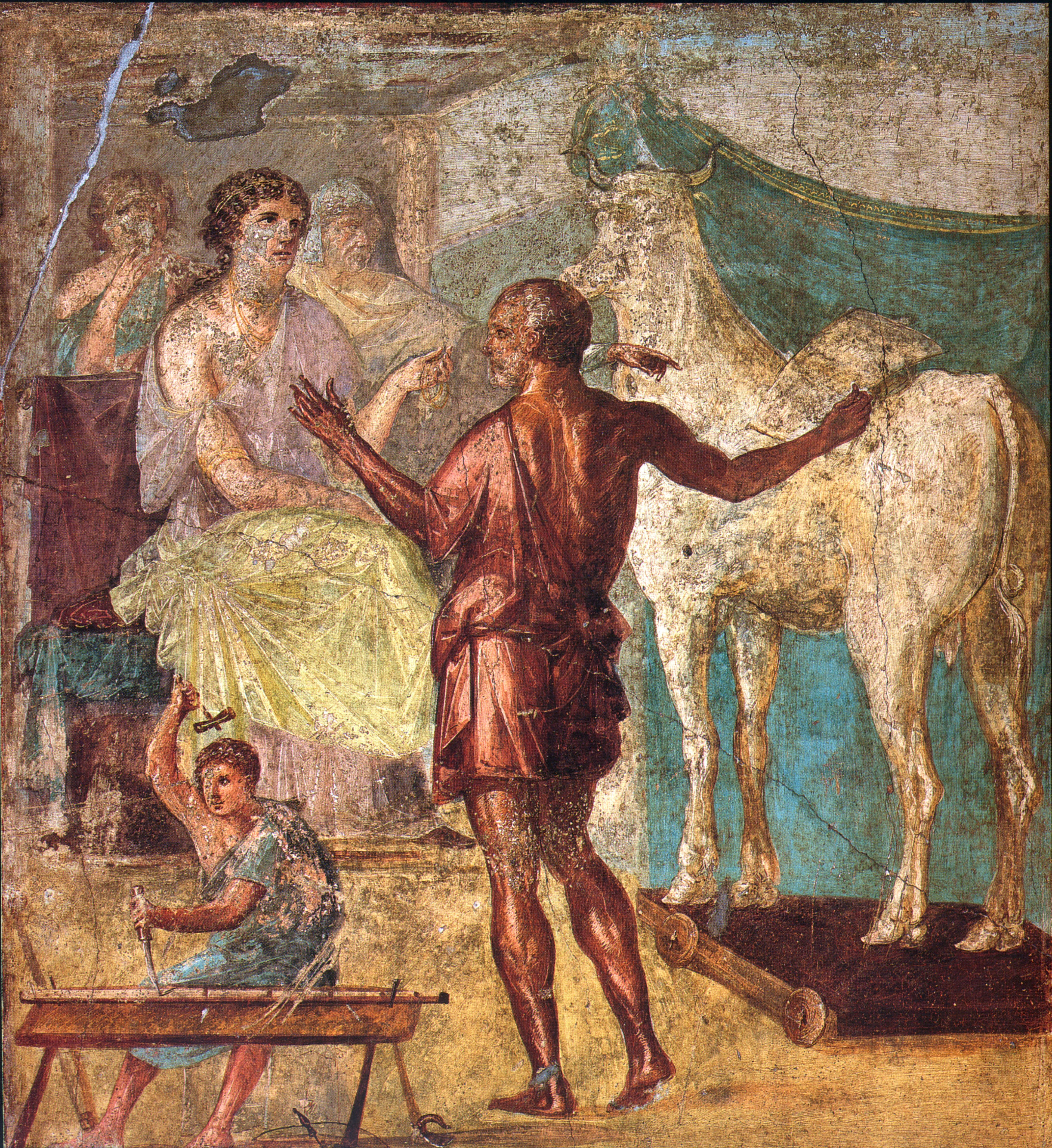
Daedalo e Pasifae. Affresco romano nella Casa dei Vettii (Pompei, I secolo).
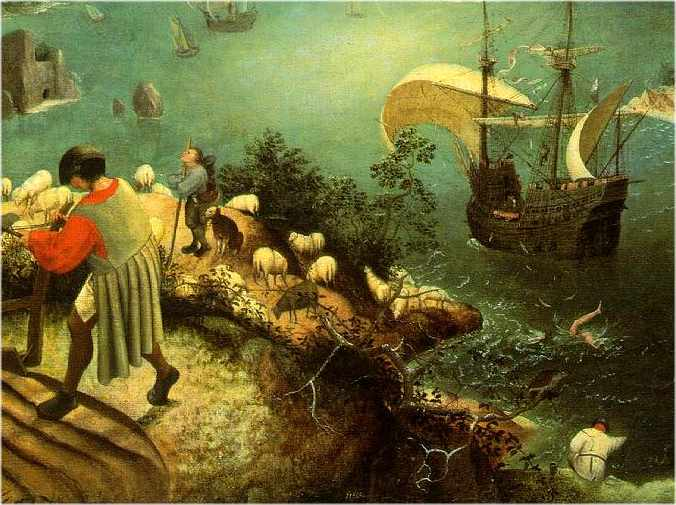
Caduta di Icaro (dettaglio) di Pieter Brueghel il Vecchio (1558 circa).
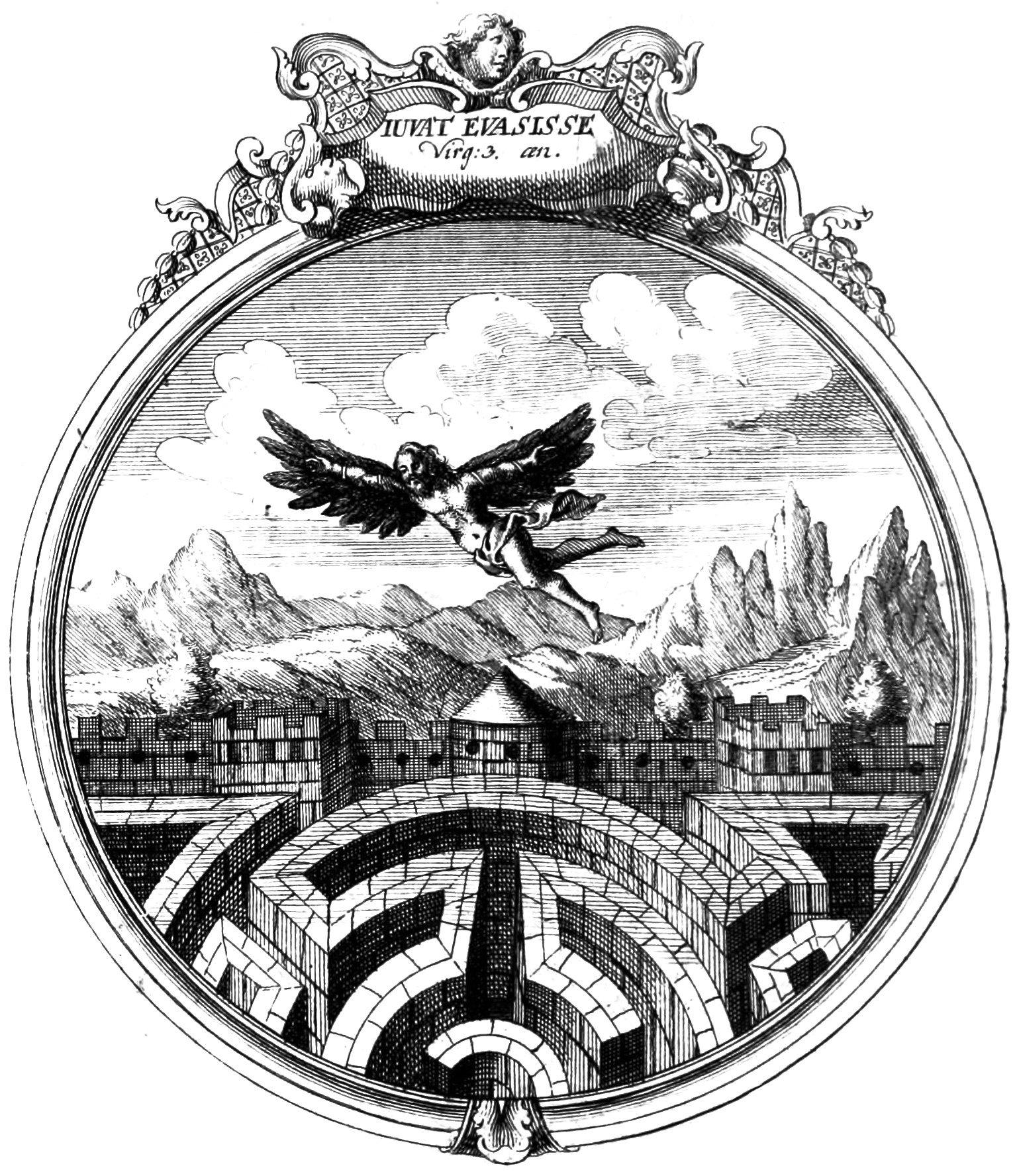
Incisione di Johann Christoph Sysang (1703-1757), con incorniciato Dedalo che fugge dal labirinto (1749), con il motto «iuvat evasisse» (“felice di essere scampato”).
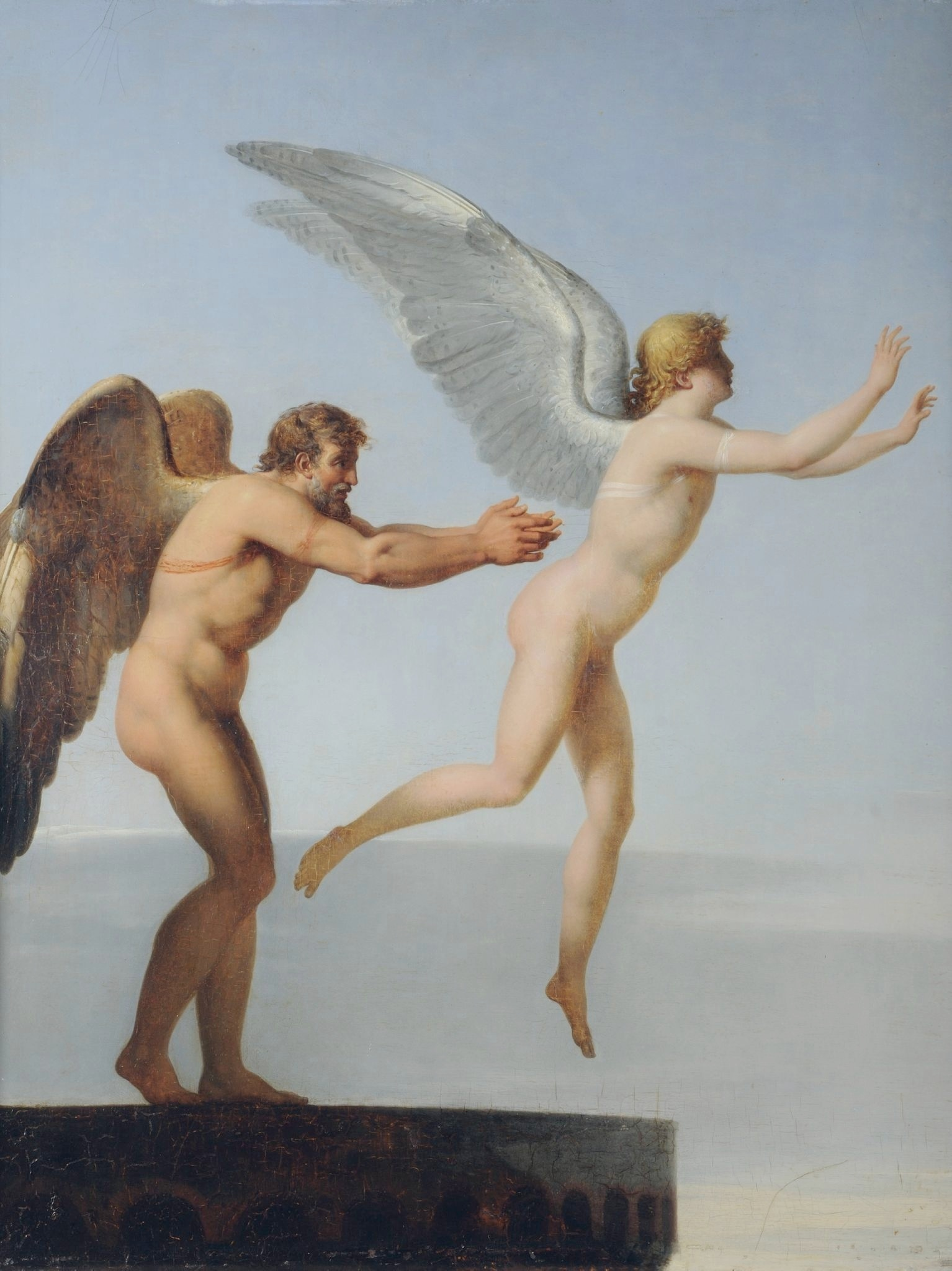
Dedalo incita il figlio al volo, dipinto da Charles Paul Landon (1799; Musée des Beaux-Arts et de la Dentelle ad Alençon).
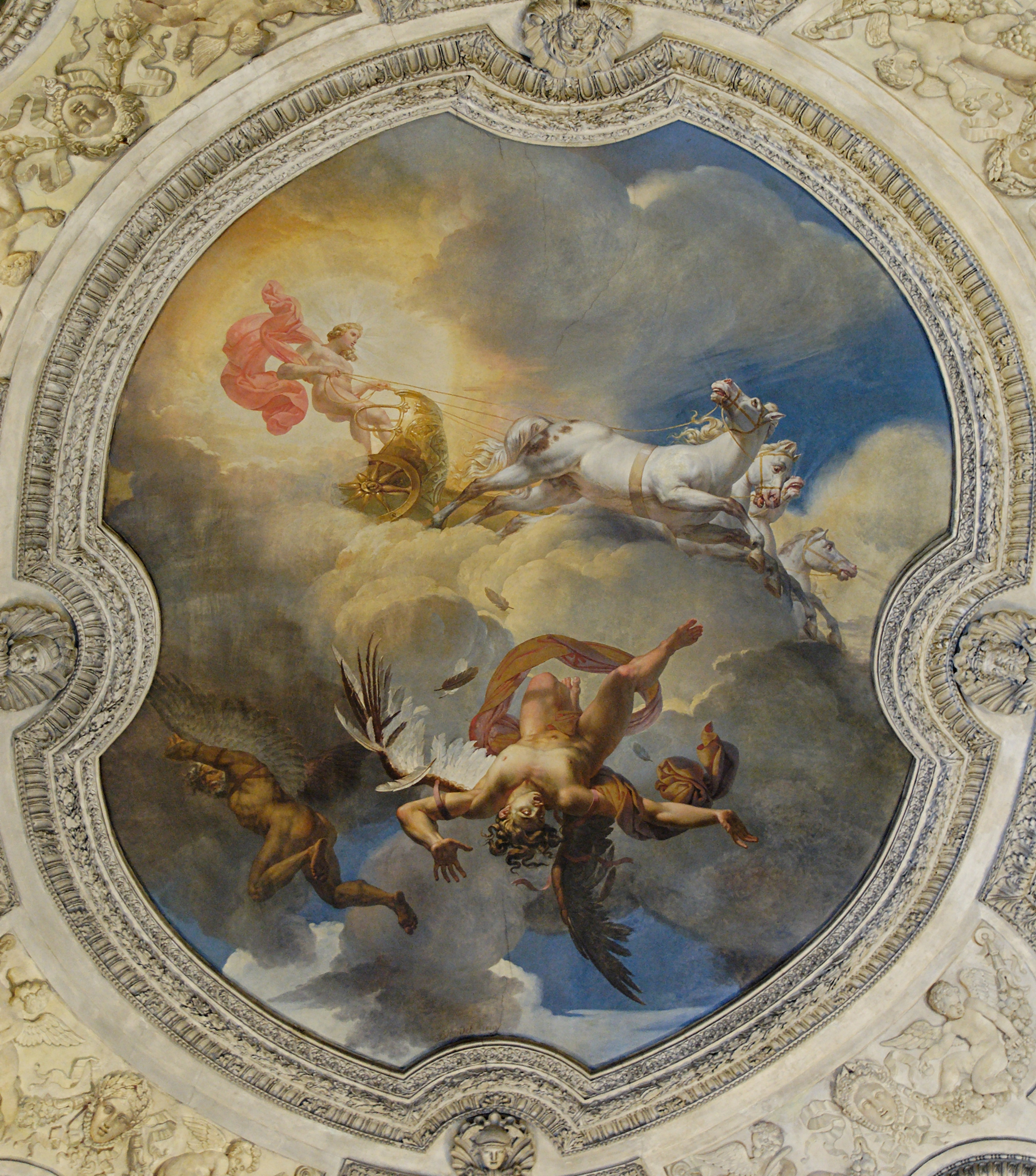
Affresco di una volta del Louvre (a Parigi), rappresentante in cielo Apollo, Dedalo (di lato, a sinistra) e, la caduta di Icaro (1819), di Merry-Joseph Blondel.
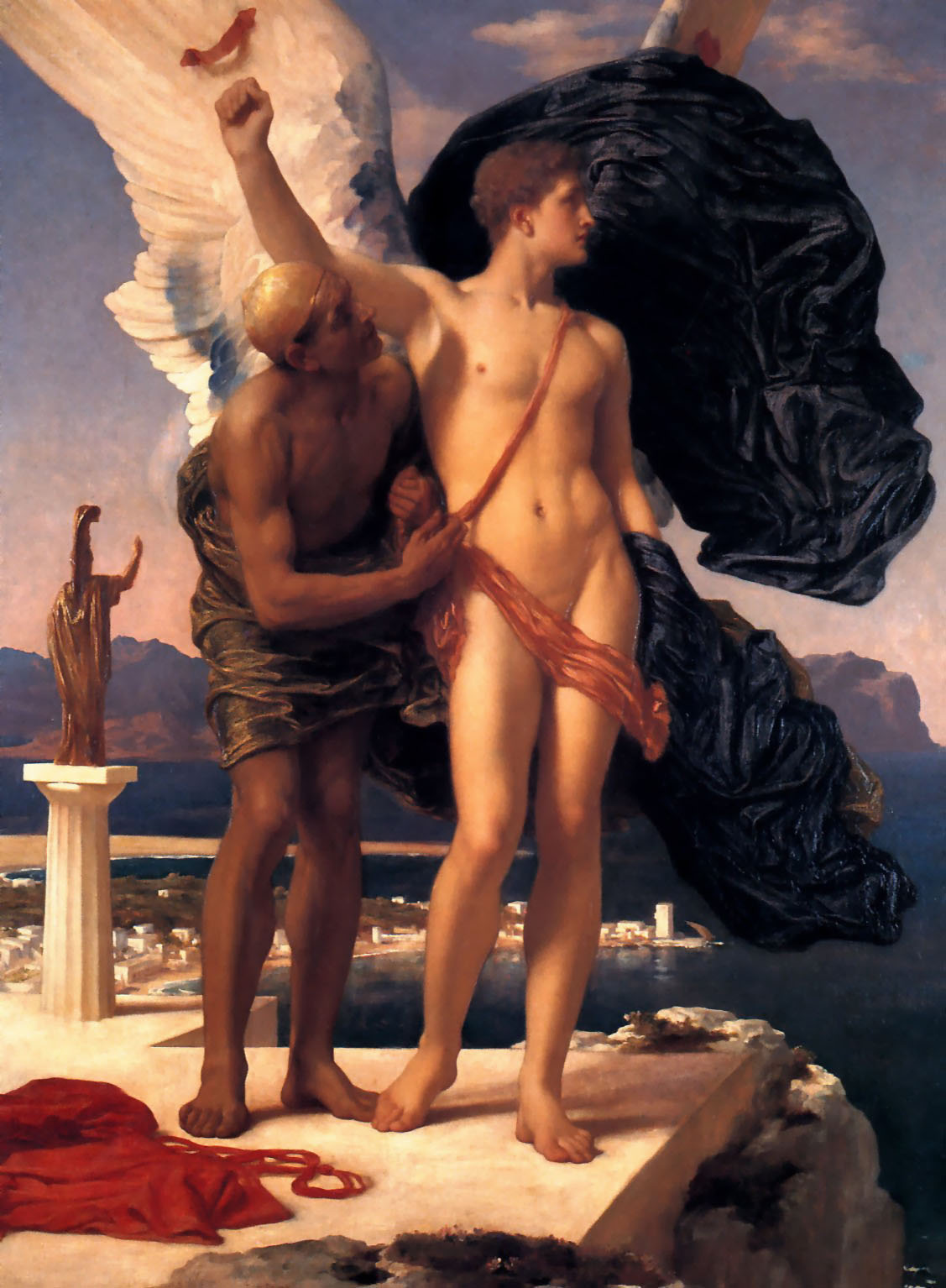
Dedalo ed Icaro, di Frederic Leighton (1869 circa).
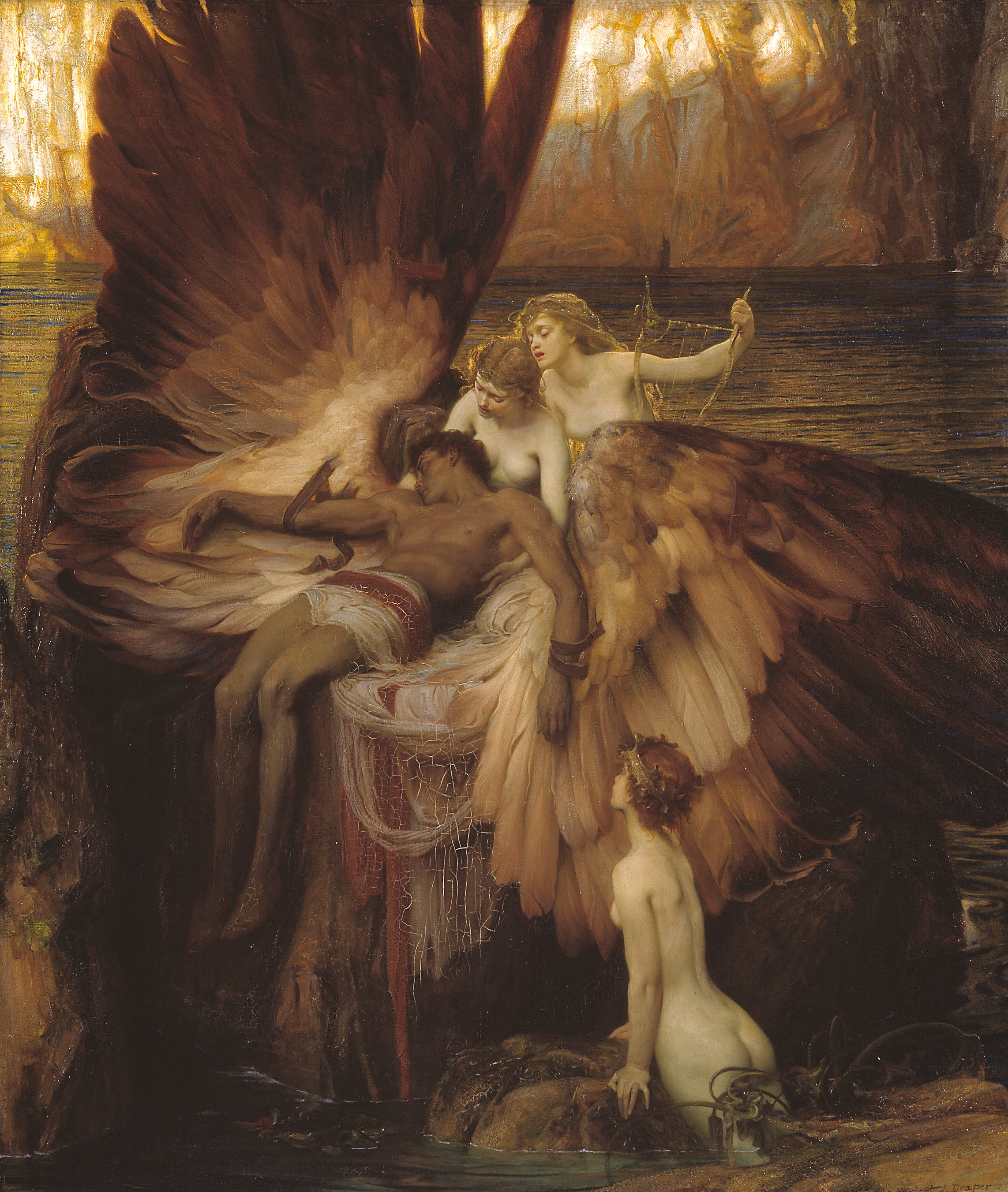
Il lamento per Icaro (1898), di Herbert James Draper.
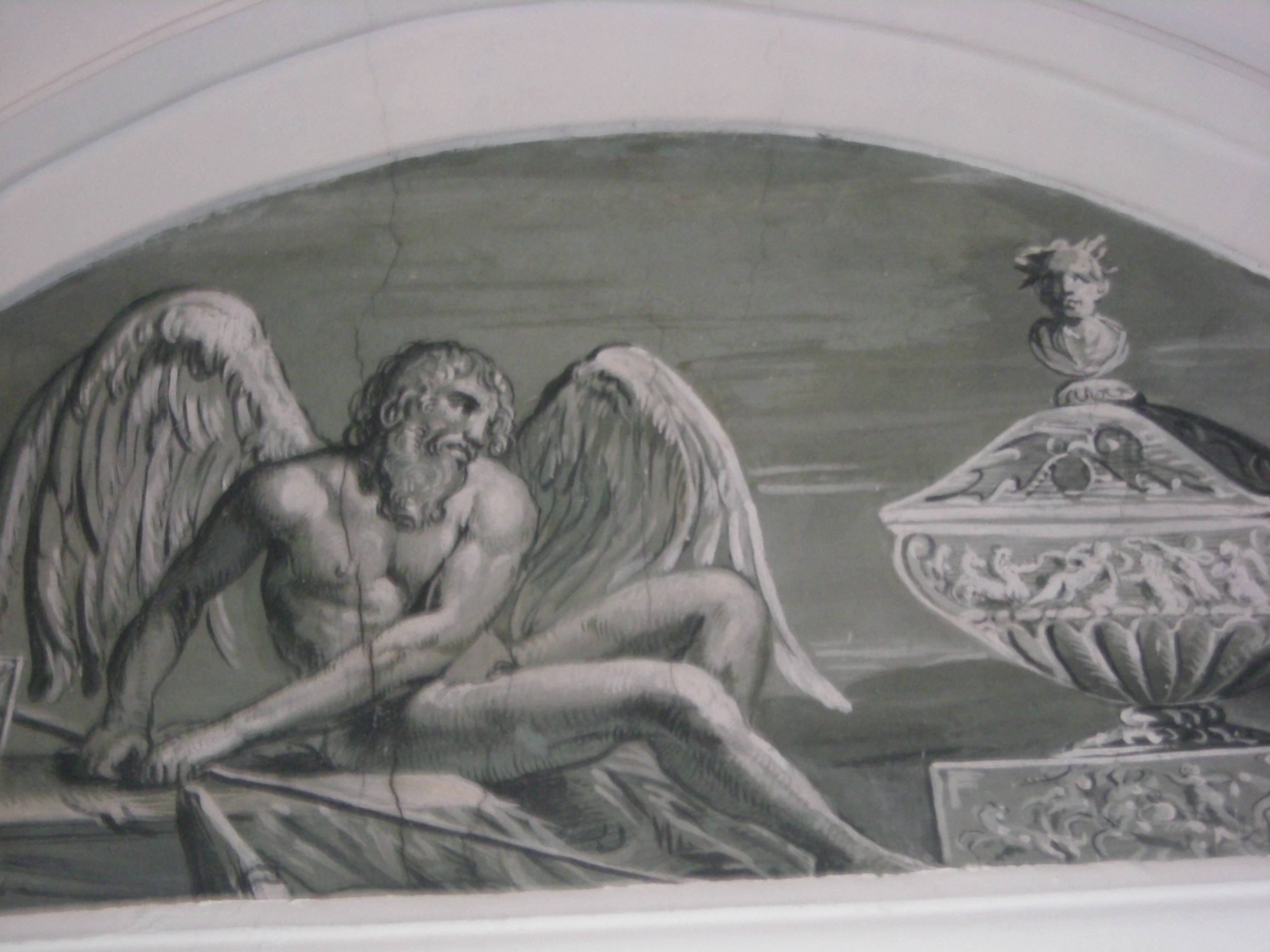
Dedalo dopo aver perso Icaro si ritrova in salvo, ma da solo, in Sicilia. Affresco in una lunetta di Palazzo Besenghi degli Ughi ad Isola.
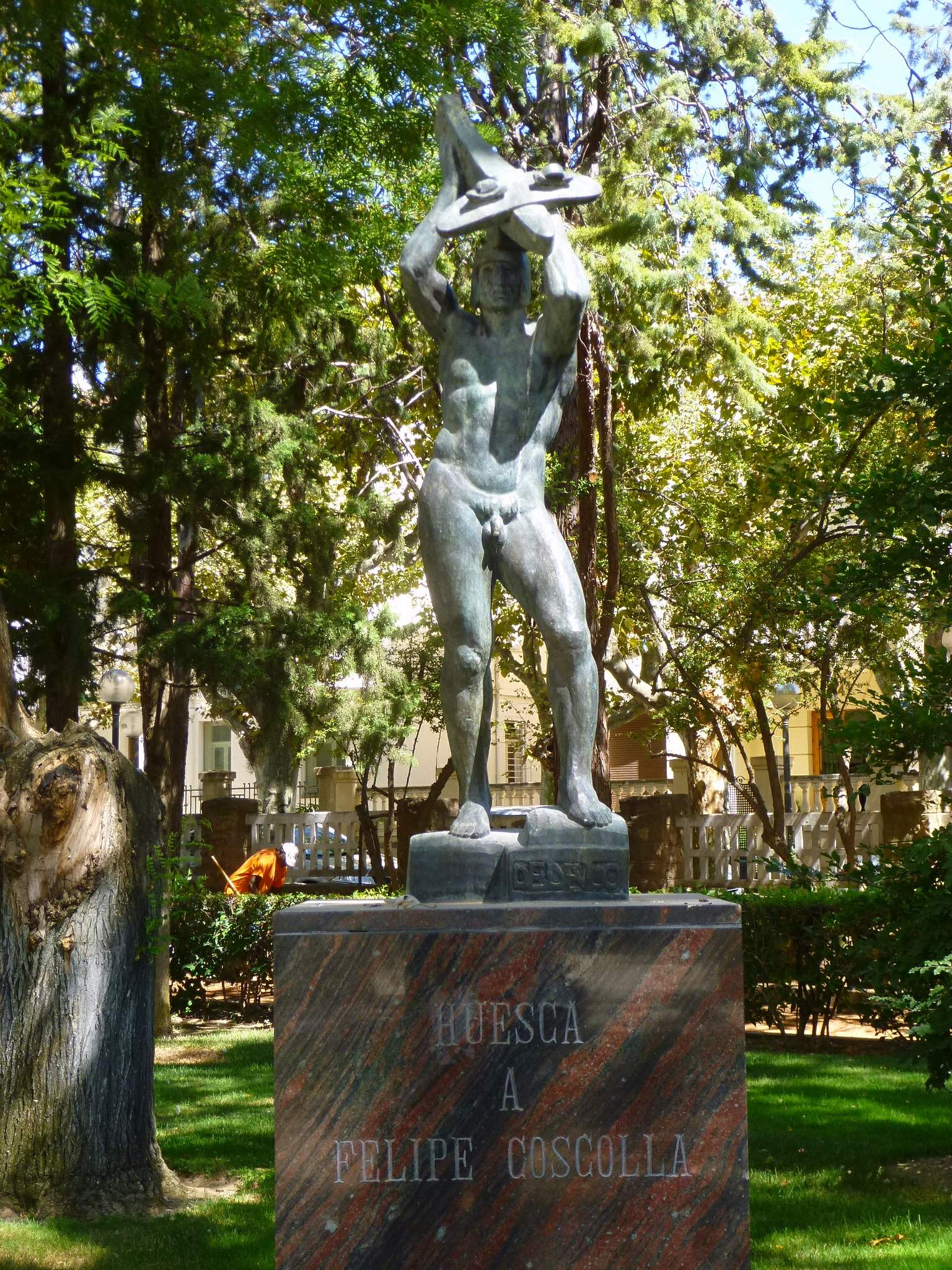
Dedalo, scultura di Felipe Coscolla, situata in un parco cittadino di Huesca dedicato a Michele Serveto.
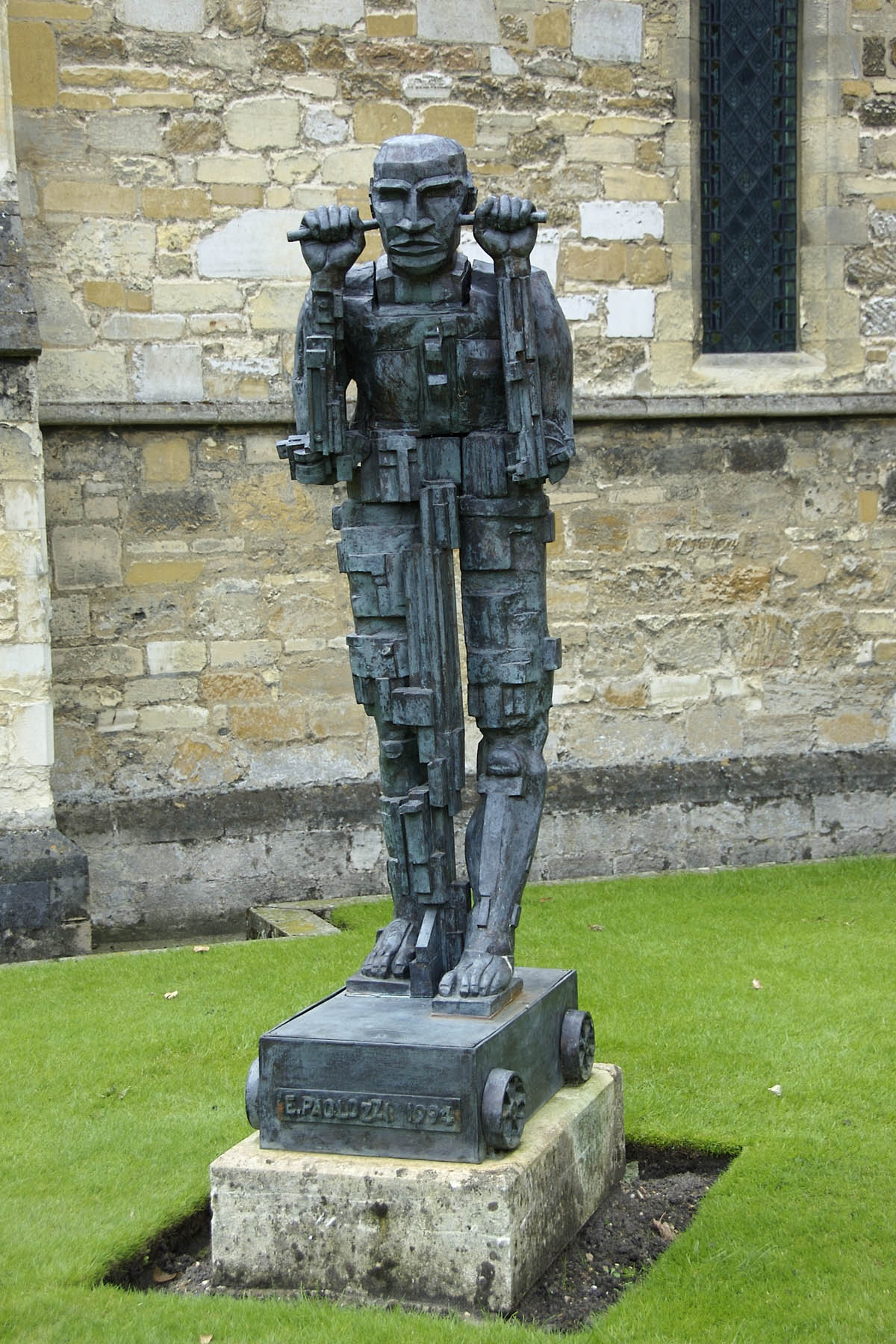
Dedalo su ruote, di Eduardo Paolozzi (1994) al Jesus College di Cambridge.
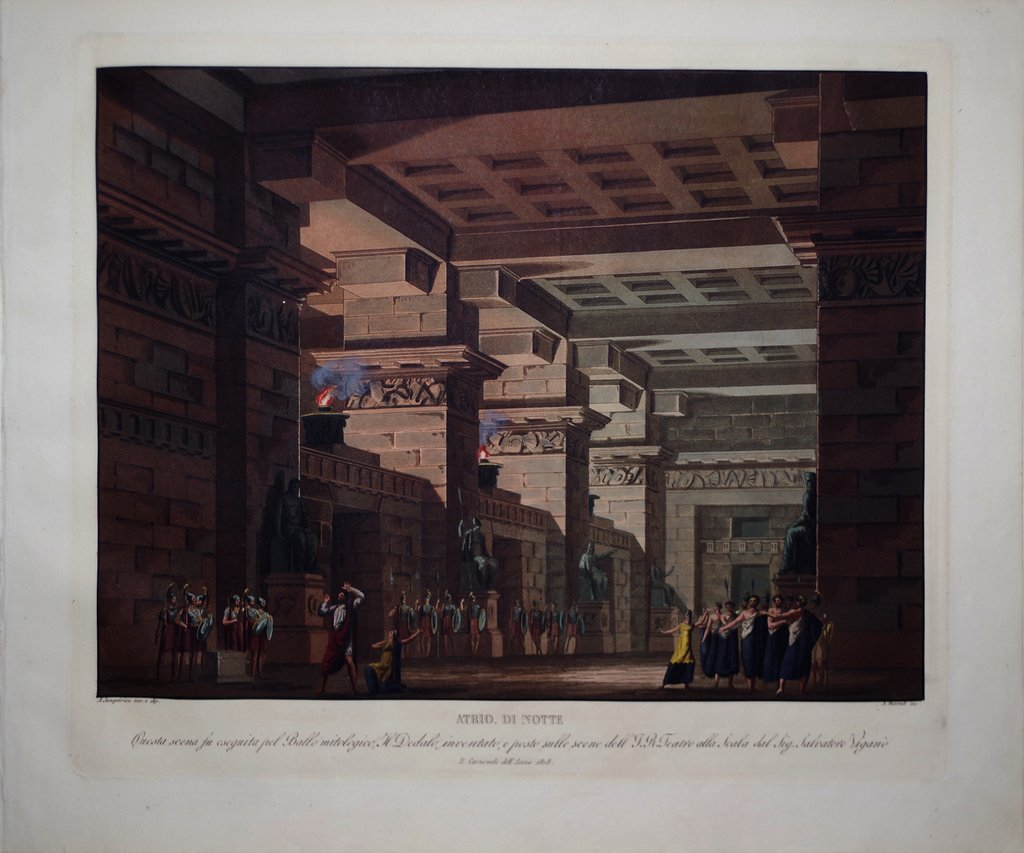
"Atrio di notte", la scenografia realizzata da Alessandro Sanquirico per il balletto di Salvatore Viganò: Il Dedalo, alla Scala di Milano.
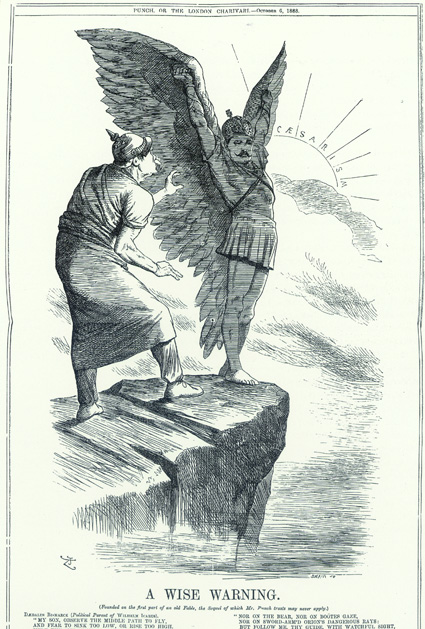
«A wise warning» ("Un saggio avvertimento"), caricatura di Guglielmo II e Bismarck (rispettivamente nel ruolo di Dedalo e Icaro), disegnati da John Tenniel per la rivista Punch, in un numero uscito nell'ottobre 1888.
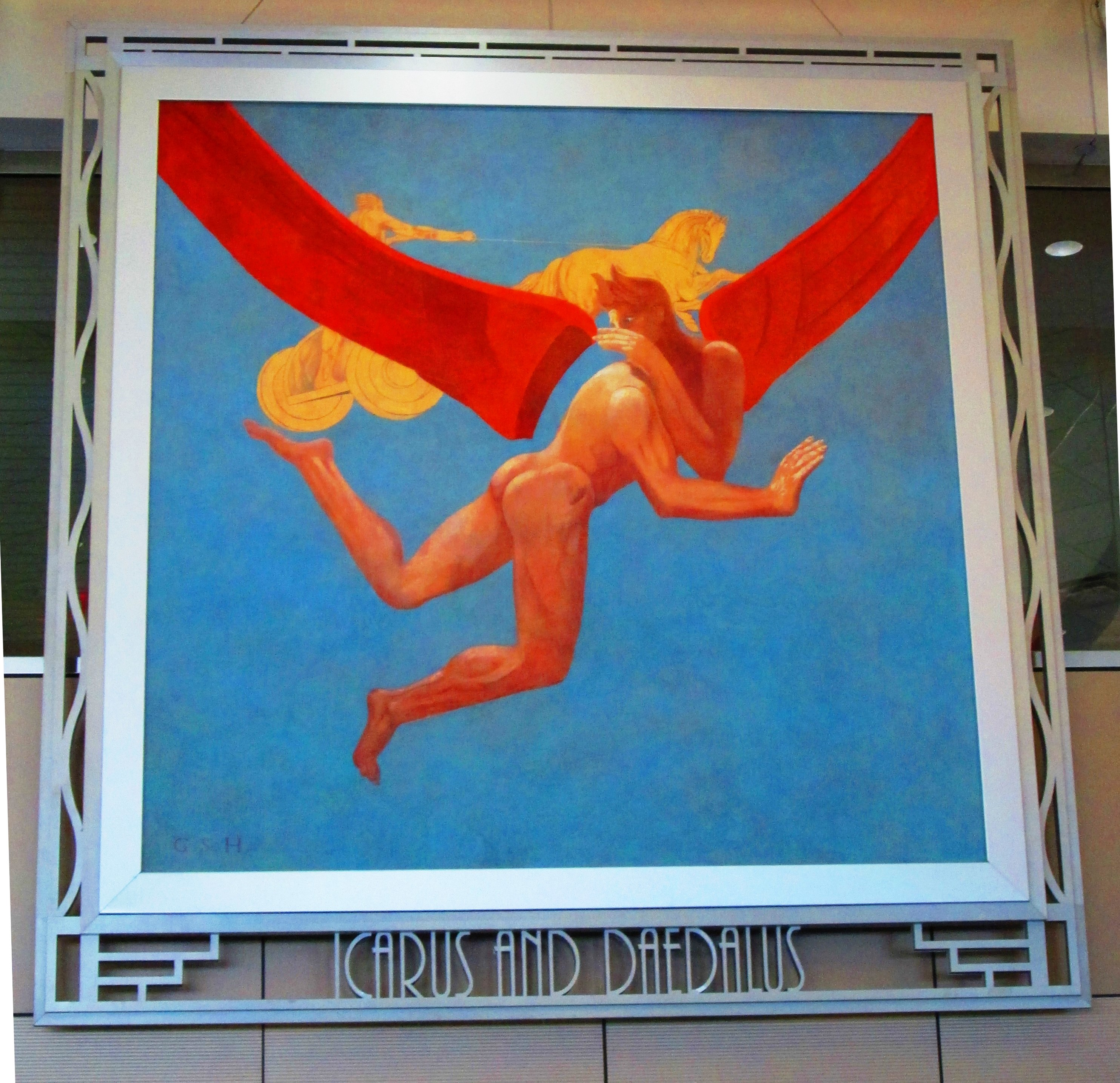
Icaro e Dedalo (1939), uno dei quadri storici esposti alle pareti dell'Aeroporto Internazionale di Tampa.

## Altri media

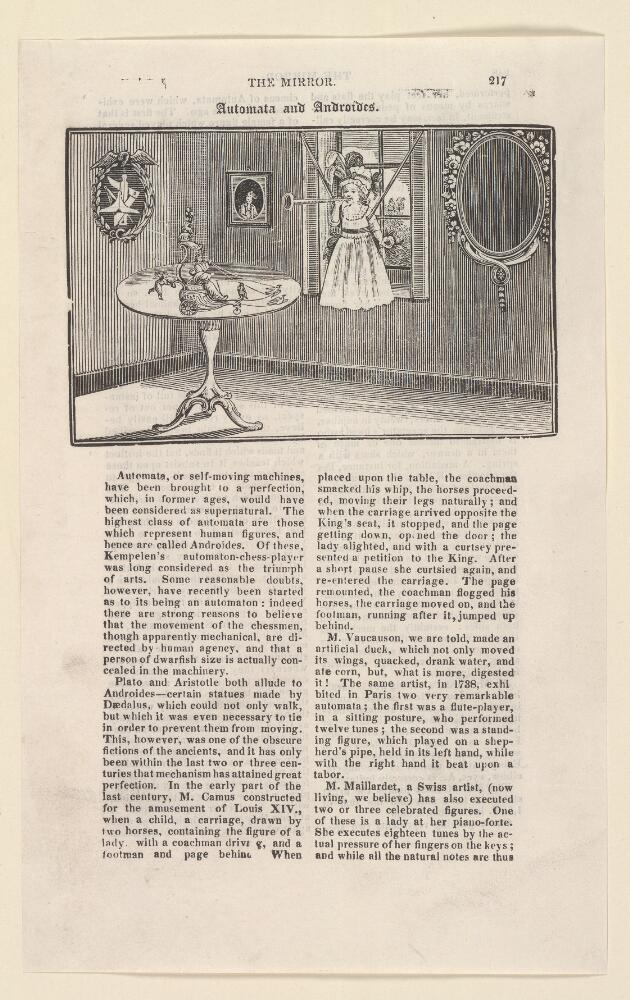
Articolo della rivista Waxworks (n. 4) intitola Mirror ed argomentato Automata and androides (214 x 134 mm), trattante dei meccanismi attribuiti a Dedalo, oggi conservato alla Bodleian Library di Oxford.

### Fumetti
Il personaggio di Dedalo è presente anche nei fumetti Marvel Comics e corrisponde a Ikaris, uno degli Eterni (un gruppo di personaggi immortali). Questo Eterno (con il dono del volo) al tempo dell'Antica Grecia non si chiamava ancora Ikaris e aveva un figlio di nome Icaro.

Per fare volare Icaro al suo fianco, l'Eterno gli costruì un paio d'ali meccaniche; una volta che egli era assente, tuttavia, il figlio volò troppo in alto, perse i sensi, cadde e morì. Il padre decise allora di cambiare il proprio nome in Ikaris, in ricordo del figlio perduto.
Nel manga de I cavalieri dello zodiaco, compare un Cavaliere d'Argento di nome Dedalus di Cefeo, maestro di Andromeda e di Nemes. Con il personaggio mitologico, questo cavaliere condivide la notevole intelligenza e il grande ingegno (insegnerà al suo allievo come manovrare la sua celebre Catena di Andromeda, nonostante il suo stesso Cloth non sia provvisto di armi simili).

### Letteratura
Dedalo è un personaggio del libro fantasy La Battaglia del Labirinto, quarto libro della saga di Percy Jackson e gli dei dell'Olimpo.